# Matej Poliak
Matej Poliak (19 gennaio 1993) è un judoka slovacco.

## Palmarès
- Europei

Varsavia 2017: bronzo nei -66 kg.